# Jardín de Verano

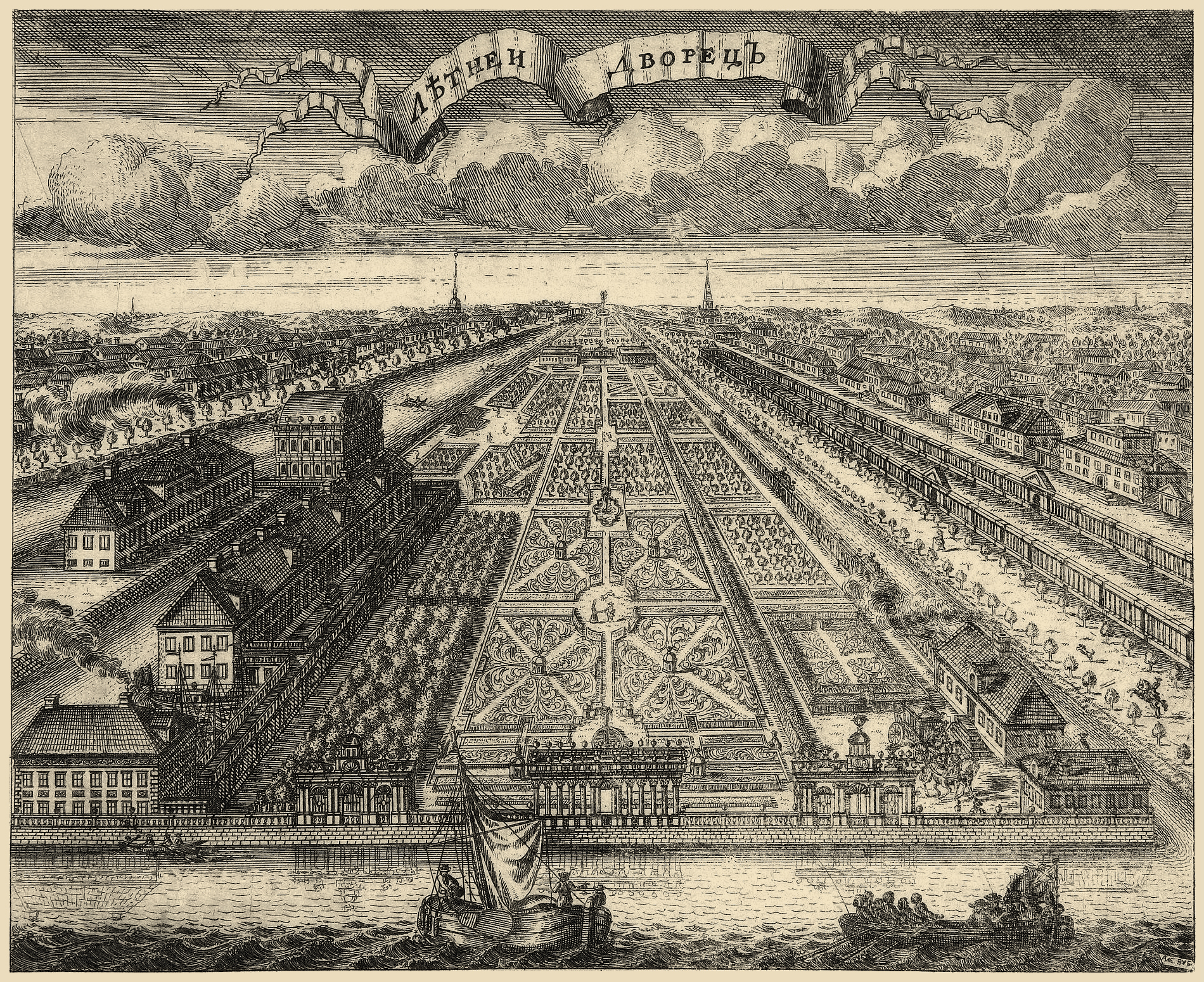
Vista a través del Jardín de Verano hacia el Palacio de Verano, 1716.

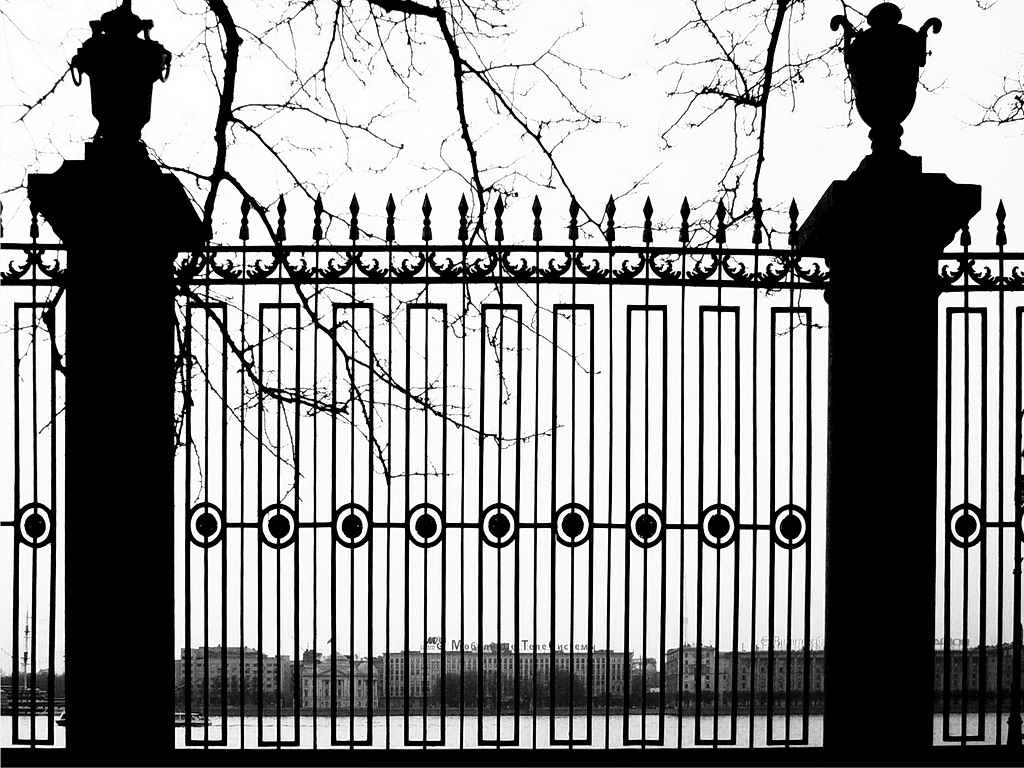
La verja del Jardín de Verano, una bella obra de hierro forjado que constituye uno de los símbolos de San Petersburgo.

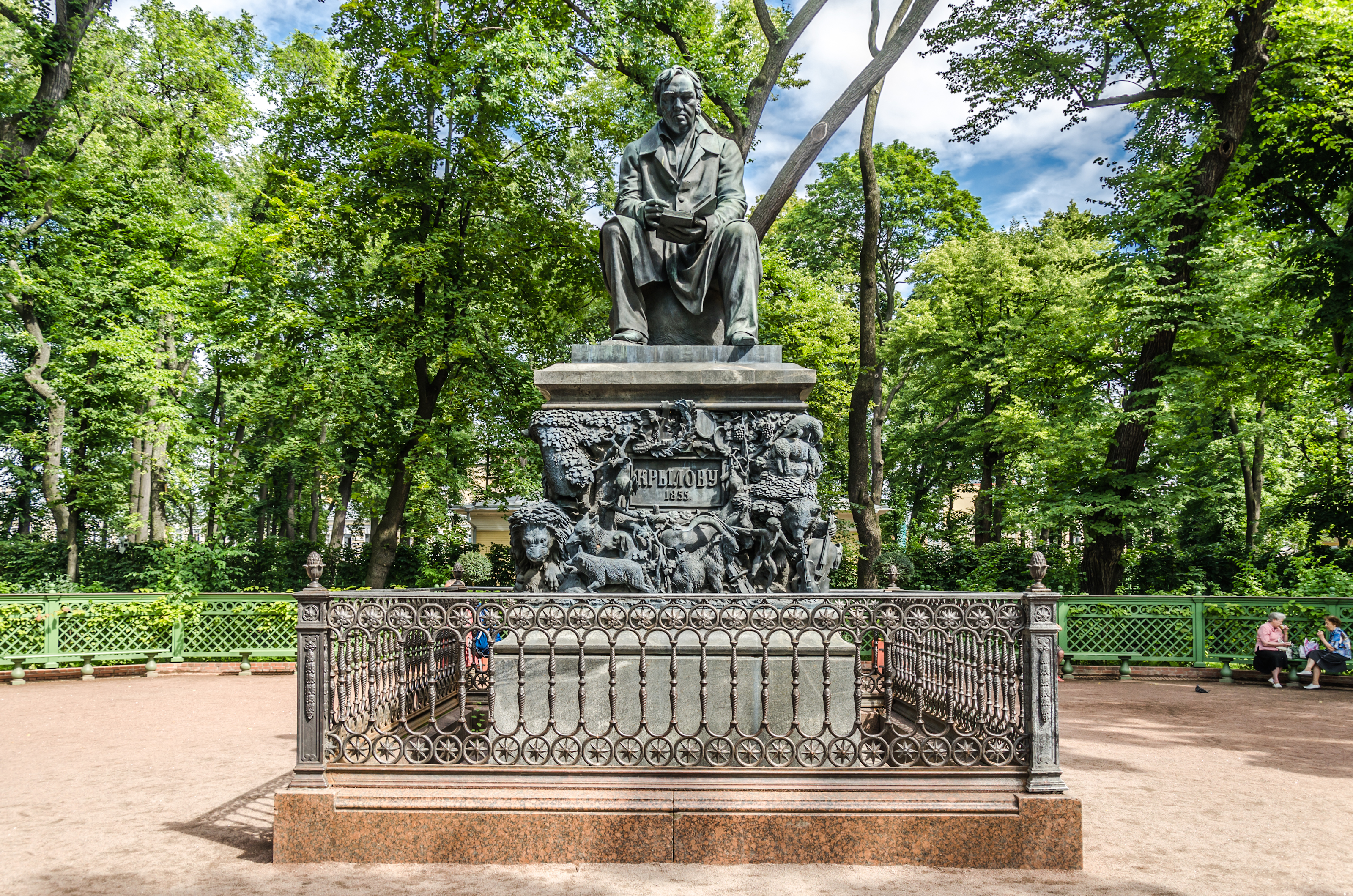
El monumento a Ivan Krylov en el Jardín de Verano.

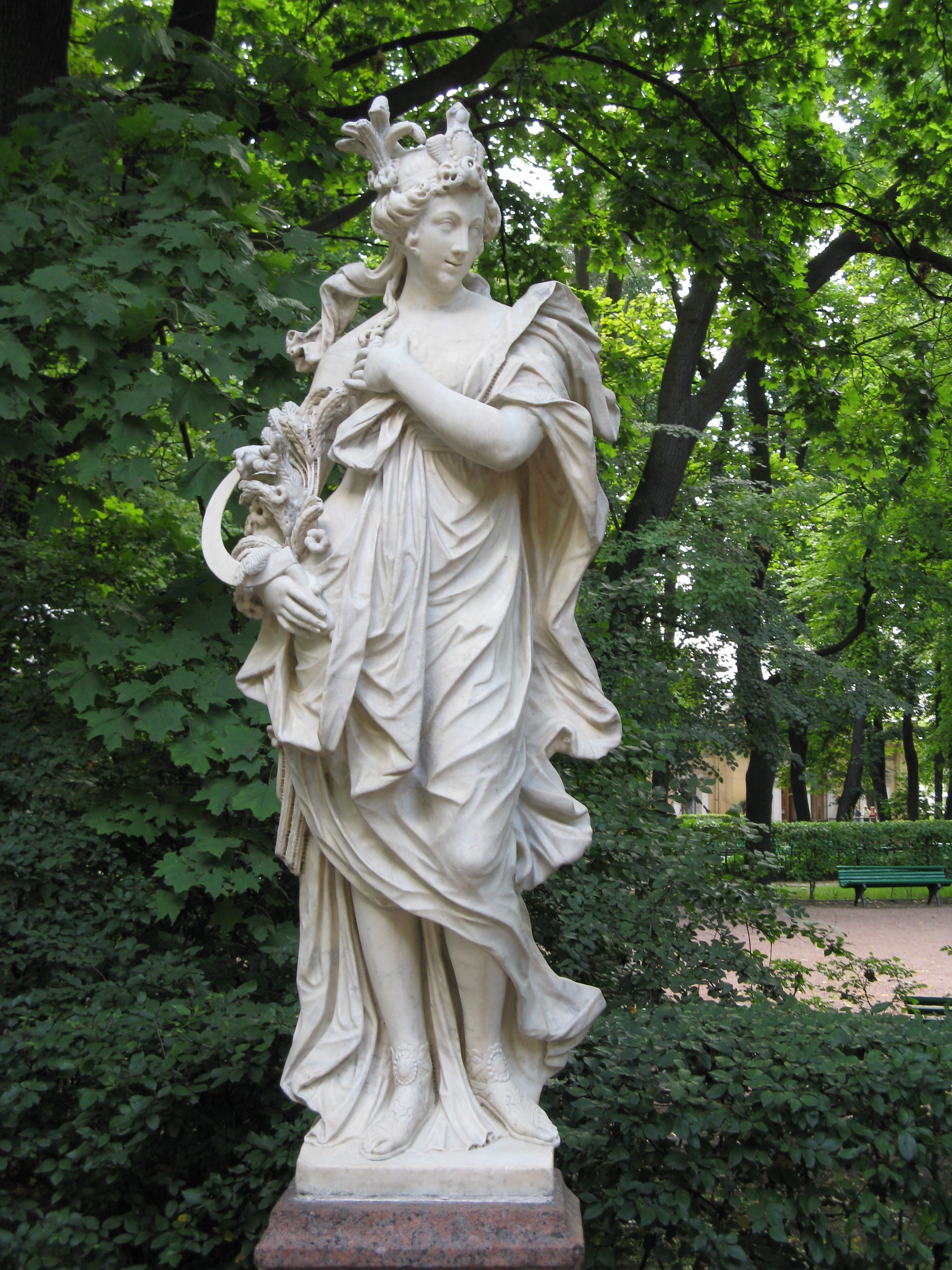
Estatua de Ceres, de Thomas Quellinus.

El Jardín de Verano (en ruso: Ле́тний сад, Letniy sad) ocupa una isla situada entre los ríos Fontanka, Moika y el Canal de los Cisnes en San Petersburgo, Rusia, y comparte su nombre con el adyacente Palacio de Verano de Pedro el Grande.

## Diseño paisajístico

### Original
El parque fue diseñado personalmente por el zar Pedro en 1704, según cabe suponer con la ayuda del jardinero y físico holandés Nicolaas Bidloo. A partir de 1712, el diseño del Jardín de Verano fue reelaborado por el jardinero holandés Jan Roosen, que fue el jardinero jefe del parque hasta 1726. El célebre arquitecto francés Jean-Baptiste Le Blond, que llegó a San Petersburgo en 1716, añadió al parque el sabor de un jardín francés. El Jardín de Verano fue completado sustancialmente en 1719. Los paseos estaban ardonados con cien esculturas alegóricas de mármol, ejecutadas por Francesco Penso, Pietro Baratta, Marino Gropelli, Alvise Tagliapietra, Bartolomeo Modulo y otros escultores venecianos, que fueron adquiridas por Sava Vladislavich. Algunos eran retratos; entre ellos se han conservado los bustos de Alejandro Magno, de Julio César, de los emperadores romanos Augusto, Nerón, Trajano y Claudio; del rey de Polonia Juan III Sobieski y de la reina de Suecia Cristina. A finales del siglo XX, noventa estatuas fueron trasladadas al interior del palacio, al mismo tiempo que ocuparon su lugar en el parque réplicas modernas.
La secuencia de parterres con dibujos, originalmente más formales que el paisaje actual, fueron el escenario de asambleas imperiales, o grandes fiestas que a menudo incluían bailes, banquetes y fuegos artificiales. Aparte de las estatuas, una importante atracción del parque eran las fuentes, las más antiguas de Rusia, que representan escenas de las fábulas de Esopo. Algunas de estas cayeron en desuso y fueron demolidas después de la inundación de 1777, que destruyó la maquinaria de las fuentes, adquirida por Pedro el Grande en el Reino Unido.

### Posterior
Entre 1771 y 1784 se instaló una delicada barandilla de hierro fundido diseñada por Georg von Veldten, que separa el parque del paseo público del Muelle del Palacio. La reja está suspendida entre treinta y seis columnas de granito coronadas con urnas y jarrones. La poetisa Anna Akhmatova, entre otros, consideró que esta reja era una de las obras cumbre del arte de fundición y uno de los símbolos de San Petersburgo.
En la década de 1820, se reconstruyó un «pabellón de gruta», atribuido a Andreas Schlüter y Georg Johann Mattarnovy, como una cafetería. En 1839 se instaló en la orilla del «estanque de las carpas» una magnífica base de pórfido, un regalo de Carlos XIV Juan de Suecia al zar. Quince años después, se inauguró en el parque un famoso monumento al escritor infantil Ivan Krylov. Además de ser un signo del progreso del romanticismo en la cultura oficial rusa, fue el primer monumento a un poeta erigido en Europa del Este.
El 4 de abril de 1866 Dmitry Karakozov intentó por primera vez asesinar al zar cuando salía del Jardín de Verano. Dado que el intento fracasó, se construyó sobre la puerta por la que salía el zar la elaborada capilla de Alejandro II en un estilo neorruso. Este añadido, algo incongruente, fue demolido por los bolcheviques tras la Revolución de Octubre.
El parque fue escogido por Alexander Pushkin como escenario de los paseos de infancia del personaje de ficción Eugenio Oneguin.

## Esculturas
Muchas de las esculturas que adornan actualmente el Jardín de Verano datan de principios del siglo XVIII. En el siglo XIX, se olvidó la disposición original de las esculturas decorativas en el Jardín de Verano, un buen número de las esculturas no seguían en el parque, y las que quedaban fueron trasladadas de un sitio a otro, destruyendo así el diseño original. A finales del siglo XX, todas las esculturas fueron reorganizadas y actualmente están colocadas según las ideas estéticas características de principios del siglo XVIII.